# 英桐
英桐（學名：Platanus × acerifolia），又称二球悬铃木，是一种欧洲人培育成的杂交种，是由原产于欧亚大陆的法桐和原产于北美洲的美桐杂交培育而成。有的植物学家认为是单纯由法桐驯化培育成的可能根据不大。由于是在上海法租界首先引入这个树种作为行道树，所以在中国被俗称为法国梧桐，但并非原产于法国，亦与梧桐没有亲属关系。
英桐树荫非常大，容易生长，可以生长到40米高。树皮经常脱落，露出光滑的树干。树叶大。雌雄同株，球形花序，生成成对球状小坚果悬挂在树上。
英桐非常耐污染，少虫害，因此十分适合作为城市绿化的行道树种。但是由于各种原因它的寿命要比一般的树要短一点。
英桐很可能是两棵母树相互靠近种植的自然结果。最早出现的英桐树种可能是在17世纪的西班牙，当地当时将法桐和美桐种植在一起，经常出现杂交种子，落地后自然生长起来；英桐也有可能是在英国自然杂交而成的。此树作为园林景观植物和城市绿化植物则是在伦敦最早流行，因此英语和一些其他西方语言称之为“伦敦梧桐”（英语：London plane）。此后英桐传播到其他城市，并成为包括纽约、巴黎、上海、南京、马德里等城市的象征之一。

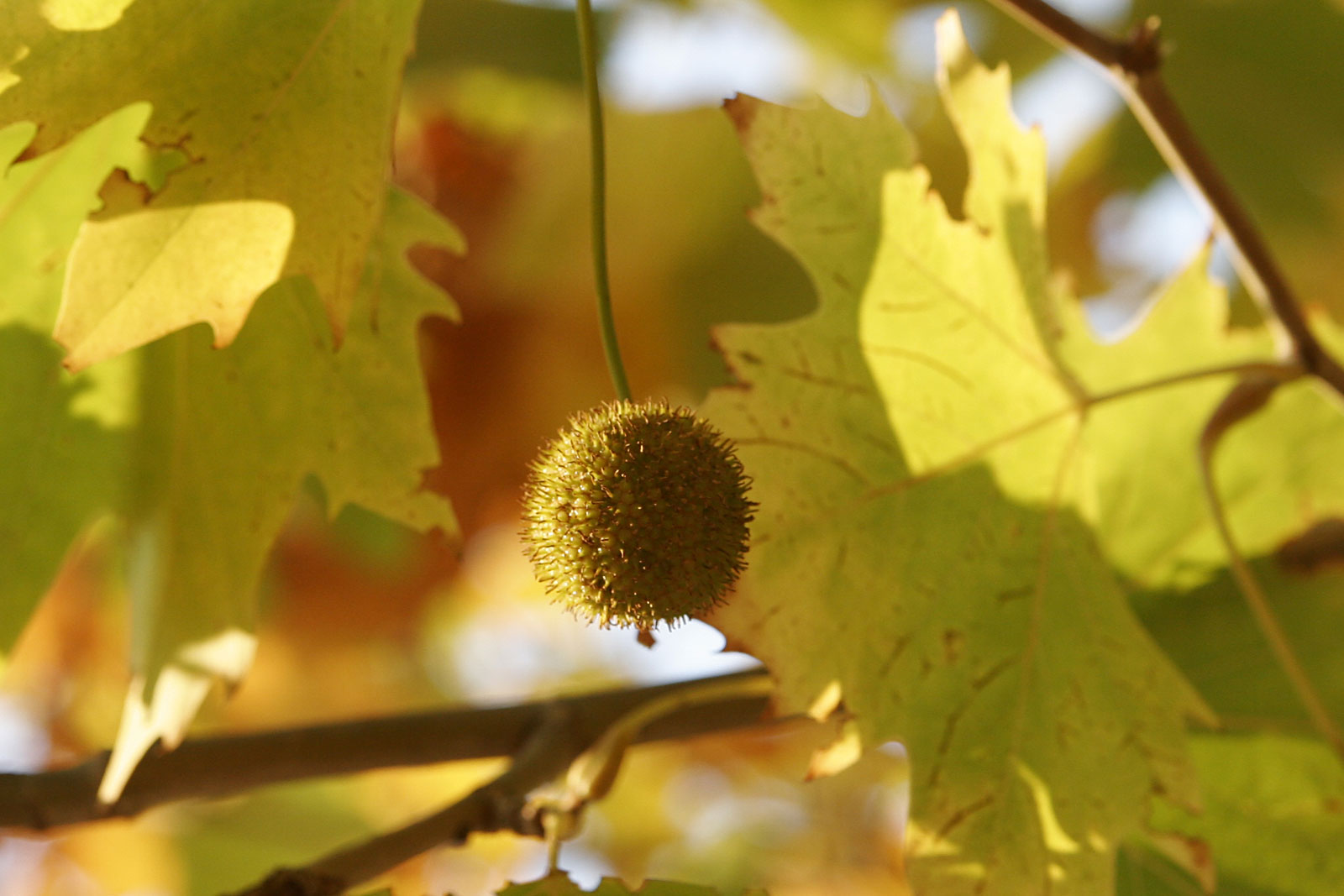
坚果

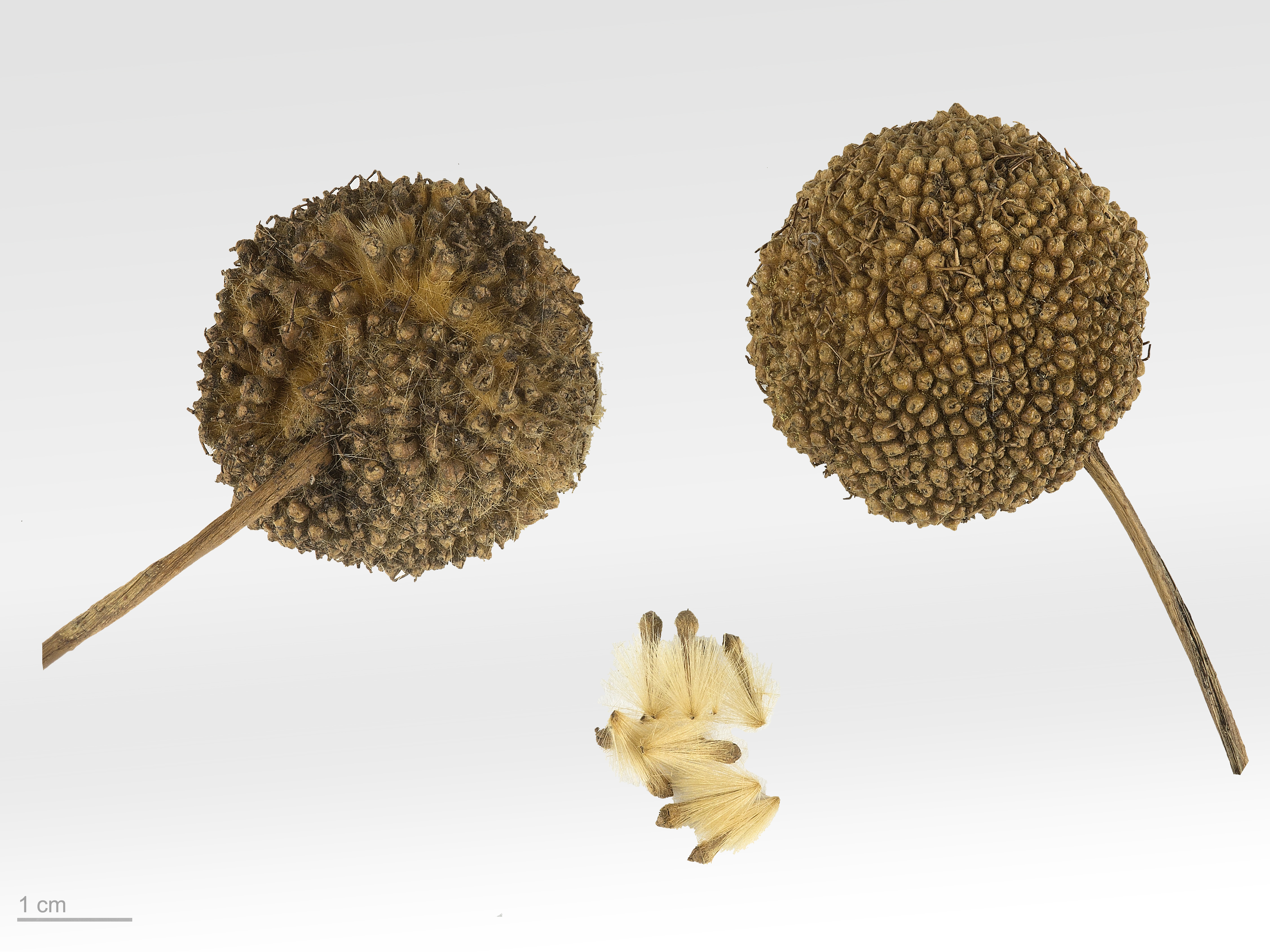
Platanus x hispanica

目前这个树种已经分布到世界各地的温带区域，是各大城市常见树种，作为行道树和公园绿化树。杂交品种比原亲本北美悬铃木更能抵御虫害，比三球悬铃木更耐寒。
英桐叶是美国纽约“公园与娱乐局”的标志，这个树种被选为伦敦“七大自然奇迹”之一。
有少部分人能闻到英桐树散发出的异味，尤其以树叶的异味最为浓烈，通常雨后散发的异味范围广。